# Ли Цзявэй
Ли Цзявэй (кит. упр. 李佳薇, пиньинь Lǐ Jiāwēi, род. 9 августа 1981, Пекин) — сингапурская спортсменка, серебряный призёр Олимпиады-2008 по настольному теннису, чемпионка мира 2010 года.
Ли Цзявэй родилась в 1981 году в Пекине (КНР). В 1990 году родители отдали её в знаменитую Спортивную школу «Шичахай». С 1994 года она начала выступать за Пекинскую сборную, в 1995 году на неё обратили внимание вербовщики из Сингапура и предложили переехать в Сингапур (с правом один раз в год навещать родителей). Предложение было принято; по достижении 18-летнего возраста Ли Цзявэй стала гражданкой Сингапура.
Выступать на международной арене Ли начала с 1996 года. В 2008 году она вместе с Фэн Тяньвэй и Ван Юэгу представляла Сингапур на Олимпийских играх в Пекине, и женская сборная Сингапура по настольному теннису завоевала серебряную медаль, уступив лишь сборной КНР.
В 2009 году, после рождения сына Ли на год удалилась от спорта, но в 2010 году опять взяла ракетку в руки, и выиграла Командный чемпионат мира по настольному теннису в Москве.